# Región geográfica inmediata de São Lourenço do Oeste
La región geográfica inmediata de São Lourenço do Oeste es una de las 24 regiones inmediatas del estado brasileño de Santa Catarina, y una de las siete regiones inmediatas que componen la región geográfica intermedia de Chapecó, y una de las 509 regiones inmediatas en Brasil, creadas por el IBGE en 2017. Está compuesta de 6 municipios.

## Municipios
| Región geográfica inmediata | Código | Municipios            |
| --------------------------- | ------ | --------------------- |
| São Lourenço do Oeste       | 420013 | Campo Erê             |
| São Lourenço do Oeste       | 420013 | Galvão                |
| São Lourenço do Oeste       | 420013 | Jupiá                 |
| São Lourenço do Oeste       | 420013 | Novo Horizonte        |
| São Lourenço do Oeste       | 420013 | São Bernardino        |
| São Lourenço do Oeste       | 420013 | São Lourenço do Oeste |